# The Family That Dwelt Apart
The Family That Dwelt Apart ist ein kanadischer animierter Kurzfilm von Yvon Mallette aus dem Jahr 1973.

## Handlung
Auf einer kleinen Insel in der Barnegat-Bucht lebt die siebenköpfige Familie Pruett: Vater, Mutter, ein Zwillingspaar und drei Brüder, der jüngste noch ein Kleinkind. Die Familie lebt weitgehend autark, ernährt sich von Dosenobst und -gemüse, gepresster Ente und anderem. Hin und wieder wird ein wenig Whisky hergestellt, und wenn im Winter nichts zu tun ist, hält die Familie Winterschlaf.
In einem Jahr ist der Winter so eisig, dass der Verbindungskanal zwischen Insel und Festland gefriert. Mit einem Boot könnten die Pruetts das Festland nicht mehr erreichen. Gleichzeitig ist das Eis so unregelmäßig gefroren, dass eine Überquerung zu Fuß lebensbedrohlich wäre. Die Pruetts kümmert es nicht und sie leben friedlich in ihrem Haus zusammen. Auf dem Festland erinnert sich jedoch jemand an die eingeschlossene Familie und alarmiert die staatliche Polizeibehörde. Eine großangelegte Rettungsaktion durch die US-Armee beginnt, zumal das Gerücht geht, dass der Pruett-Sohn Charles eine Appendizitis habe.
Boxen mit getrockneten Aprikosen und Brühwürfeln werden von Bombern der Armee auf die Insel abgeworfen, drei Männer lassen bei dem Versuch ihr Leben, über das Eis zu den Pruetts zu gelangen, und ein Flugzeug mit Rettungshunden an Bord vereist und fliegt gegen ein Elektrizitätswerk, woraufhin Flieger und Hunde getötet werden. Ein Rettungshubschrauber landet schließlich auf der Insel und fliegt den überraschten Charles ins Krankenhaus. Ein Rettungsteam mit Ärzten und Kameramann, das kurze Zeit später erscheint, operiert nun der Einfachheit halber den jüngsten Sohn der Familie, Chester, der kurze Zeit später an zu schnell nach der Operation gegessenen getrockneten Aprikosen stirbt.
Als Charles nach langer Genesungsphase auf die Insel zurückkehrt, hat sich alles geändert: Das Haus ist durch den Funken eines der Rettungsflugzeuge in Flammen aufgegangen. Die Familie hatte sich daraufhin in eine Notunterkunft auf der Insel gerettet, wo sie bitterlich zu erfrieren drohte. Mr. Pruett gab daraufhin eine Flasche mit Alkohol herum, der sich jedoch als Karbolsäure entpuppte und sämtliche Familienmitglieder innerhalb kurzer Zeit tötete. Charles begräbt nun seine Familie auf der Insel und kehrt der Heimat den Rücken.

## Produktion
The Family That Dwelt Apart beruht auf der gleichnamigen Kurzgeschichte von Elwyn Brooks White, der im Film als Erzähler zu hören ist. Die Geschichte war dabei erstmals 1937 im New Yorker veröffentlicht worden.

## Auszeichnungen
The Family That Dwelt Apart wurde 1975 für einen Oscar in der Kategorie „Bester animierter Kurzfilm“ nominiert, konnte sich jedoch nicht gegen Closed Mondays durchsetzen.